# Raketno letalo
Ta članek se nanaša na letalo z raketnim pogonom, za vesoljsko plovilo raketoplan glej tukaj
Raketno letalo ali raketoplan (ang. rocket-powered aircraft ali rocket plane) je letalo, ki za pogon uporablja raketni motor. V nekaterih primerih ima v celoti raketni pogon, v drugih pa samo za povečanje moči reaktivnega motorja, kdaj tudi samo za asistiranje pri vzletu - RATO.
Raketna letala letijo precej hitreje kot običajna letala in lahko delujejo na zelo visokih višinah, ker imajo svojo zalogo oksidatorja. Slabosti so omejena količinca goriva, kar pomeni sorazmerno kratek čas leta in kratek doseg.

#### Planirana raketna letala
- Reaction Engines Skylon
- Spaceship Two
- Lynx rocketplane
- ARES (martian rocketplane)
- Zero Emission Hyper Sonic Transport